# Loch Ruel
Loch Ruel, auch Loch Riddon, ist ein Meeresarm in der schottischen Unitary Authority Argyll and Bute. Zusammen mit Loch Striven ist er einer der beiden Lochs, die von Süden kommend in die Halbinsel Cowal einschneiden.

## Geographie
Loch Striven ist eine Nebenbucht der Meerenge Kyles of Bute, welche die Insel Bute von Cowal trennt. Die Einfahrt in den Loch befindet sich nahe der Insel Eilean Dubh und markiert den nördlichsten Punkte der Kyles of Bute. Von dort aus erstreckt sich Loch Ruel über eine Länge von sechs Kilometern in nördlicher Richtung. Dabei weist er eine Breite von maximal 1,3 km auf. Er verläuft durch die dünnbesiedelten Landschaften Cowals, sodass sich an seinen Ufern keine größeren Ortschaften, sondern nur wenige kleine Siedlungen befinden. In seinem Verlauf nimmt Loch Ruel zahlreiche kleine Bäche aus den umliegenden Hügeln auf. Im Norden mündet der Reul ein.

## Besiedlung
Obschon die Umgebung von Loch Ruel heute nur dünn besiedelt ist, existieren verschiedene Belege für eine Besiedlung in früheren Zeiten. So wurden an den Hängen um den Loch über dreißig steinerne Plattformen mit Durchmessern zwischen sechs und neun Metern entdeckt, welche die Fundamente einstiger Behausungen bildeten. Anhand von C-14-Datierungen konnte eine Nutzung um das Jahr 835±60 Jahre nachgewiesen werden. Nahe dem Südende von Loch Ruel sind Grundmauern erhalten, die wahrscheinlich zu einer frühen Kapelle unbekannten Alters gehören. Auf der einzigen erwähnenswerten Insel in Loch Ruel, der etwa 100 m durchmessenden Eilean Dearg, sind die Grundmauern einer alten Burg erhalten. Diese wurde bei Aufständen im Jahre 1685 zerstört. Im Zuge einer archäologischen Untersuchung des Gebietes wurden Scherben und Gegenstände gefunden, die auf eine Nutzung seit dem 14. Jahrhundert schließen lassen. In diesem Rahmen wurden jedoch noch weit ältere Objekte entdeckt. Hierzu zählen ein bronzezeitliches Feuersteinwerkzeug und möglicherweise die Überreste eines Forts an diesem Ort.